# جائزة بريطانيا الكبرى 1975
جائزة بريطانيا الكبرى 1975 هو سباق فورمولا 1 أقيم بتاريخ 19 يوليو 1975 في حلبة سلفرستون، بريطانيا العظمى. كان العاشر من أصل 14 في بطولة العالم لسباقات الفورمولا واحد موسم 1975. حلّ البرازيلي إيمرسون فيتيبالدي أولا بينما جاء البرازيلي كارلوس بيس في المركز الثاني وحصل على المركز الثالث الجنوب أفريقي جودي شيكتر.